# Daishō

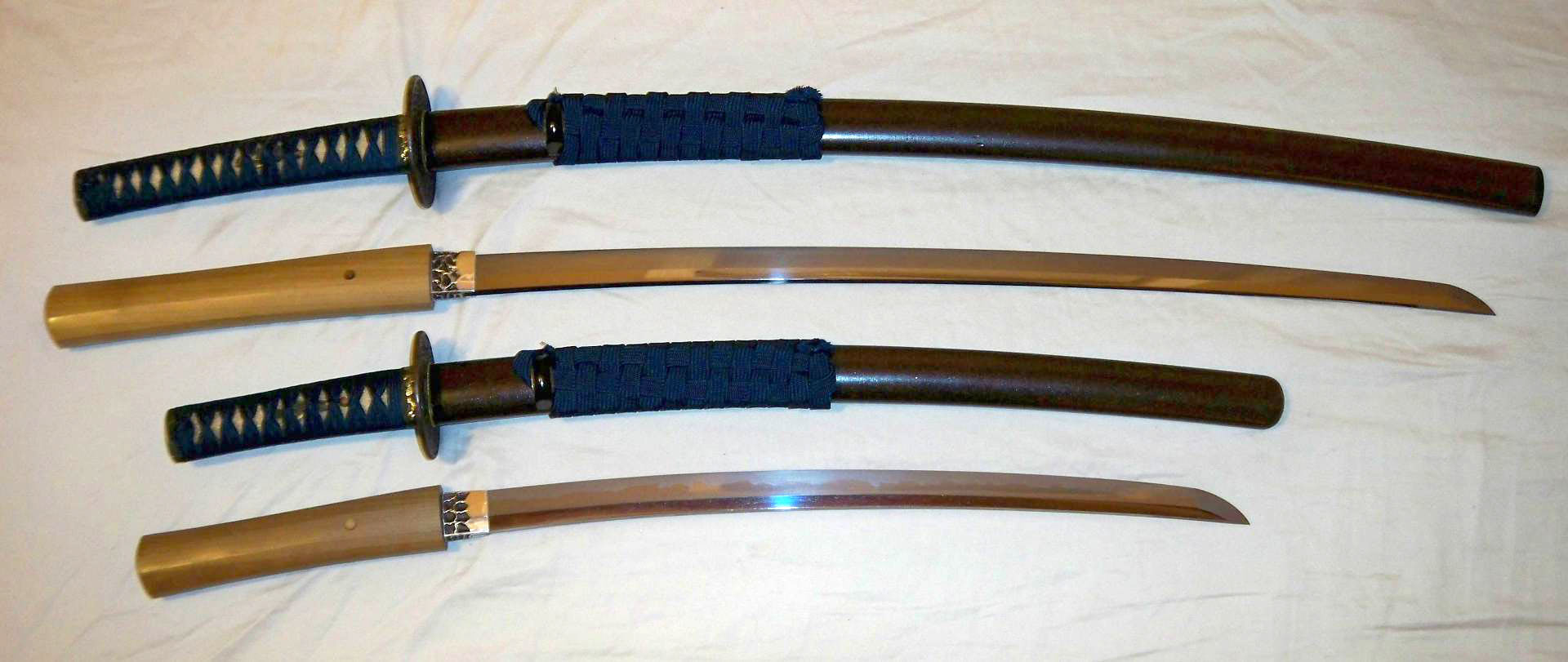
Daishō-Schwerterpaar

Ein Daishō (jap. 大小, dt. „groß-klein“) ist das Schwertpaar eines Samurai.

## Beschreibung
Das Daishō-Schwerterpaar bestand entweder aus dem Tachi und einem Dolch (Tantō) oder aus einem Langschwert (Katana) und einem Kurzschwert (Wakizashi). Tantō und Wakizashi unterscheiden sich durch ihre Größe und Klingenform. Das Kurzschwert ist etwas länger als der Dolch und die Klinge ist stärker gebogen. Die Schwerter Tachi und Katana unterscheiden sich in ihrer Tragweise, in der Form ihrer Klingen und der Gestaltung der Griffe.

## Geschichte
In der Kamakura-Zeit (1192 bis 1333) trugen die Samurai das Tachi, das wie europäische Schwerter mit der Schneide nach unten an der Seite getragen wurde. Der Dolch (Tantō) wurde im Obi eingebunden getragen. Am Ende der Muromachi-Zeit (1338 bis 1573) wurde es zur Tradition, beide Schwerter (Katana, Wakizashi) zusammenzutragen. Die beiden Schwerter wurden mit der Schneide nach oben im Obi, einer Art Gürtel getragen. Meist waren die Schwerter in ihrem Aussehen unterschiedlich verziert. Etwa seit der Azuchi-Momoyama-Zeit (1568 bis 1603) wurde es Brauch, Katana und Wakizashi im Aussehen gleich zu gestalten und das Schwertpaar bei einem einzigen Schmied fertigen zu lassen. In der Edo-Zeit (1603 bis 1867) wurde das Daisho zum Symbol der Samurai.
Das Daishō wurde von seinem Besitzer nie aus den Augen gelassen. Selbst nachts waren die Schwerter immer in der Nähe ihres Eigentümers. Zum einen war der Besitzer so stets verteidigungsbereit, zum anderen bedeutete der Verlust des Daishō gleichzeitig einen großen Ehrverlust; unter Umständen war der Besitzer gezwungen, Seppuku (Suizid) zu begehen.